# Lõiuse
Lõiuse är en ort i Estland. Den ligger i Juuru kommun och landskapet Raplamaa, i den centrala delen av landet, 40 km söder om huvudstaden Tallinn. Lõiuse ligger 72 meter över havet och antalet invånare är 108.
Terrängen runt Lõiuse är mycket platt. Runt Lõiuse är det glesbefolkat, med 10 invånare per kvadratkilometer. Närmaste större samhälle är Rapla, 13,9 km söder om Lõiuse. I omgivningarna runt Lõiuse växer i huvudsak blandskog.